# Avenger (film)
Avenger è un film per la televisione del 2006 diretto da Robert Markowitz. Il film è basato sul romanzo di Frederick Forsyth Il vendicatore del 2003.

## Trama
L'ex agente della CIA Calvin Dexter interviene per fermare un criminale e ex agente operativo per impedire una minaccia globale.